# Вернер Шваб
Вернер Шваб (на немски: Werner Schwab) е австрийски писател, автор на пиеси.

## Биография
Вернер Шваб е роден през 1958 г. в Грац в семейството на зидар и домакиня. Малко след раждането му бащата напуска семейството и майката поради недостатъчни доходи се вижда принудена да се завърне в родителския си дом. Впоследствие намира работа в Грац, коюто ѝ осигурява малко едностайно жилище. Тук Шваб прекарва заедно с религиозната си майка тежко детство, което по-късно се опитва да изобрази в произведенията си.
От 1978 г. до 1982 г. Шваб изучава скулптура в Академията за изобразително изкуство във Виена. През 80-те години работи като скулптор и дърворезбар.
Писателят страда от тежък алкохолизъм и създава пиесите си късно през нощта, докато слуша силна музика.
Тялото му е открито навръх Новата 1994 година с голямо съдържание на алкохол в кръвта.

### Пиеси
- Das Lebendige ist das Leblose der Musik, 1989
- Die Präsidentinnen, 1990
- Übergewicht, unwichtig: Unform, 1991
- Volksvernichtung oder Meine Leber ist sinnlos, 1991
- Mein Hundemund, 1992
- Offene Gruben und offene Fenster. Ein Fall von Ersprechen, 1992
- Mesalliance aber wir ficken uns prächtig, 1992
- Der Himmel mein Lieb meine sterbende Beute, 1992
- Pornogeographie. Sieben Gerüchte, 1993
- Endlich tot, endlich keine Luft mehr, 1994
- Faust :: Mein Brustkorb :: Mein Helm, 1994, 2017
- DER REIZENDE REIGEN nach dem Reigen des REIZENDEN HERRN ARTHUR SCHNITZLER, 1995
- Eskalation ordinär. Ein Schwitzkastenschwank in sieben Affekten, 1995
- Troilluswahn und Cressidatheater, 1995
- Antiklimax, 1994
- Hochschwab: Das Lebendige ist das Leblose und die Musik, 1996

### Книги
- Fäkaliendramen, 1991
  - Die Präsidentinnen
  - Übergewicht, unwichtig: Unform
  - Volksvernichtung oder meine Leber ist sinnlos
  - Mein Hundemund

Фекални драми, изд.: Black Flamingo, София (2011), прев. Владко Мурдаров
- Königskomödien, 1992
  - Offene Gruben und offene Fenster
  - Hochschwab
  - Mesalliance aber wir ficken uns prächtig
  - Der Himmel mein Lieb meine sterbende Beute
  - Endlich tot, endlich keine Luft mehr

Кралски комедии, изд.: Black Flamingo, София (2012), прев. Владко Мурдаров
- Abfall, Bergland, Cäsar. Eine Menschensammlung, 1992, 2008
- Der Dreck und das Gute. Das Gute und der Dreck, 1992
- Dramen III, 1994
  - Troilluswahn und Cressidatheater
  - Faust :: Mein Brustkorb :: Mein Helm
  - Pornogeographie
  - Eskalation ordinär
  - Antiklimax
- endlich tot endlich keine luft mehr. Ein Theaterzernichtungslustspiel, 1994
- SCHWABTexte. Orgasmus: Kannibalismus. Sieben Liebesbriefe an die eigene Beschaffenheit, 1996
- DER REIZENDE REIGEN nach dem Reigen des REIZENDEN HERRN ARTHUR SCHNITZLER, 1996

Очарователният хоровод по Хоровода на очарователния господин Артур Шницлер, изд.: Black Flamingo, София (2014), прев. Владко Мурдаров
- in harten Schuhen. ein Handwerk, 1999
- Joe Mc Vie alias Josef Thierschädl, Werkeausgabe, Bd. 1, 2007
- Abfall, Bergland, Cäsar. Eine Menschensammlung, Werkeausgabe, Bd. 2, 2008

## Награди и отличия
- 1992: „Мюлхаймска награда за драматургия“
- 1992: Dramatiker des Jahres der Zeitschrift „Theater heute“
- 1992: „Възпоменателна награда Шилер“ (поощрение)